# 인열왕후
인열왕후 한씨(仁烈王后 韓氏, 1594년 8월 16일(음력 7월 1일) ~ 1636년 1월 16일(1635년 음력 12월 9일))는 조선 인조의 정비이며, 소현세자와 효종의 어머니이다.

## 생애

### 탄생과 가계
본관은 청주이며, 1594년(선조 27년) 8월 16일(음력 7월 1일), 강원도 원주의 우소(寓所, 임시로 거주하는 곳)에서 당시 원주목사로 부임중이던 아버지 서평부원군 한준겸과 어머니 회산부부인 창원 황씨의 2남 4녀중 막내로 태어났다. 태어난지 40일 만에 어머니 황씨가 세상을 떠나자, 할머니인 신씨 부인이 양육하였다.
인열왕후의 할머니인 신금희와 외할아버지인 황성은 태종의 왕자인 효령대군의 5대손이며, 인열왕후의 부모는 효령대군을 공통 조상으로 하는 6대손이다.
| ┌─→      | 낙안군 이녕 | → | 이씨부인    | → | 신우호   | → | 신건   | → | 신금희 | → | 한준겸     | → | 인열왕후 |
| 효령대군 |             |   |             |   |          |   |        |   |        |   |            | → | 인열왕후 |
| └─→      | 서원군 이친 | → | 고림군 이훈 | → | 이씨부인 | → | 황탕경 | → | 황성   | → | 회산부부인 | → | 인열왕후 |

남편인 인조와는 태종을 공통 조상으로 한다.

### 혼인
1610년(광해군 2년) 9월, 선조의 손자이자 정원군의 장남인 능양군(인조)과 길례를 올리고 청성현부인(淸城縣夫人)에 봉해졌다. 이 시기에 장남 왕(소현세자)과 차남 호(효종), 3남 요(인평대군)를 낳았다.

### 왕비 시절
1623년(광해군 15년), 인조반정으로 남편 능양군이 즉위하자 한씨 또한 왕비로 책봉되었다. 1624년(인조 2년), 당시 용성대군을 임신하고 있었는데, 이괄의 난이 일어나자 인목왕후와 함께 충청도 공주로 피난하였다. 3년 후인 1627년(인조 5년), 정묘호란이 발생하자 강화도로 피난하였다.
1626년(인조 4년) 1월, 공주를 출산하였으나 반년만에 요절하였고, 1629년(인조 7년), 다섯째 대군을 출산하였으나 역시 요절하였다.
인열왕후는 인조에게 조언을 아끼지 않았으며, 인조가 언관(言官)을 특별히 체직시켰을 때에는 “말이 꼭 맞지 않는다 하더라도 대간의 이름을 지닌 관직인 이상 처치할 때 공의(公議)를 따르지 않는다면 임금의 덕에 누를 끼치고 언로(言路)를 막게 될 듯 싶습니다.” 하고 간하기도 하였다.
또한 청렴하고 검소하였으며 엄동설한이나 무더운 여름철에는 위사들이 고생하는 것을 염려하여 때때로 음식을 내려 주곤 하였다.

### 최후
1635년(인조 13년) 음력 12월 4일, 여섯째 대군을 낳았으나 낳자마자 죽었다. 5일 후인 음력 12월 9일, 창경궁 여휘당의 산실청에서 산후병으로 인해 승하하였다. 인조는 인열왕후를 간호했던 의관들을 잡아 문초하였으며 인열왕후의 출산을 도왔던 봉보부인 응옥(應玉)을 유배하였다.
 
중전이 대군의 죽음으로 인해 병이 위독해져, 신시(申時, 오후 3시~5시)에 산실청에서 승하하였다.
대신과 예관을 불러 하교하기를,
"뜻밖에 상을 당하였다. 각사로 하여금 염습할 여러 도구를 준비하도록 하라." 하였다.
후(后)의 성은 한씨이고, 고려 태위 한난(韓蘭)의 후손이며,
서평부원군(西平府院君) 한준겸(韓浚謙)의 딸이다.
왕비의 자리에 오른 지 13년 동안 외정(外政)을 궁내에 들리게 하지 않았고,
내정(內政)을 궁밖에 들리게 하지 않았다.
상(인조)이 항상 〈복주도(覆舟圖)〉를 감상하고 있었는데, 후가 진언하기를,
"바라건대 상께서는 이를 보시면서 위태로움과 두려운 바를 생각하시고,
 애완하는 물건으로만 여기지 마소서." 하였다.
상이 간혹 정원을 정비하려 하면, 후가 그때마다 좋아하지 않았기 때문에 상이 역사를 중단하였는데
상을 보필하여 내치를 한 것이 대부분 이러하였다.
또 정사(靖社, 인조반정)의 거사를 할 때 후가 실로 대모(大謀)에 참여하여 도움을 준 바가 매우 많았다.
후가 기절하자, 세자(소현세자)가 손가락을 끊으려 하였으나, 상이 막았다.
백관이 거애(擧哀) 하고 복장을 바꾸었다.
 — 《인조실록》 31권,
인조 13년(1635년 명 숭정(崇禎) 8년) 12월 9일 (을유)

### 사후

#### 시호 및 능묘

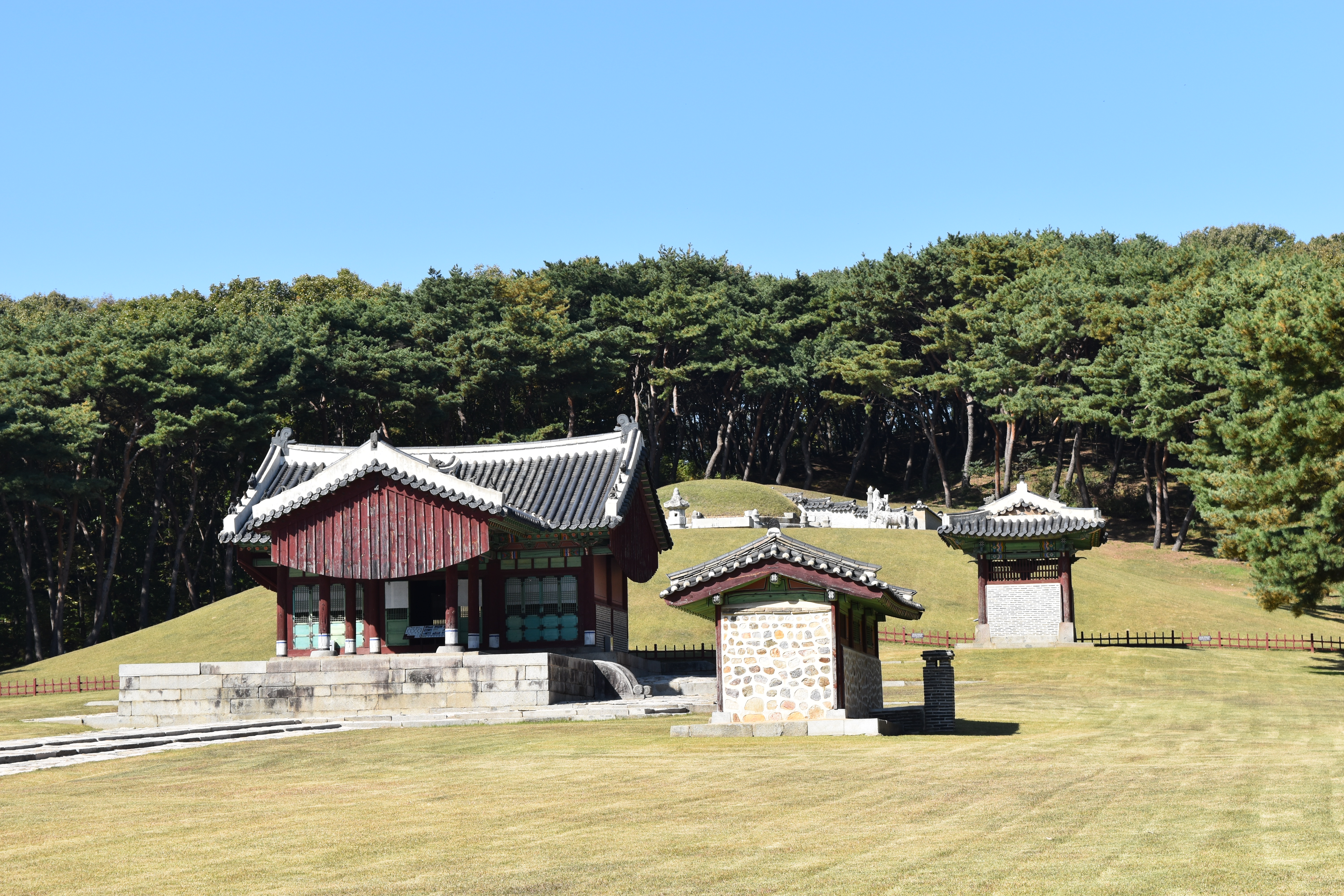
인조와 인열왕후가 묻힌 장릉

시호는 인열(仁烈)이며, '인을 베풀고 의를 따르는 것'을 인(仁)이라 하고, '공로가 있고 백성을 편안하게 하는 것'을 열(烈)이라 한다. 원래 인조는 명헌(明憲)이란 시호를 내리길 원했으나 대사헌 김상헌이 시호를 정하는 일을 담당 관원이 아닌 군주의 의향대로 할 수 없다고 하여 인열로 정해졌다.
전호는 숙녕(肅寧)이며, 휘호는 정유명덕정순(正裕明德貞順)으로 아들 효종이 '명덕정순'을, 고종이 '정유'의 존호를 추상하였다.
능은 경기도 파주시 탄현면에 있는 장릉(長陵)으로 인조와의 합장릉이다. 최초의 매장지에 뱀과 전갈이 나타나고 화재가 발생하는 등의 문제점이 지적되자, 1731년(영조 7년) 현재의 위치로 이장되었다.

## 일화
- 한 궁녀가 인열왕후에게 광해군의 후궁이었던 숙원 한씨(한보향)가 광해군을 잊지 못해 눈물을 흘린다고 알리자, 보향을 의로운 사람이라고 칭찬하며 보모상궁으로 임명하였다.

 
광해 때의 옛 궁인 중에 나이가 늙고 죄 없는 사람은 궁중에서 그대로 일을 보게 하였다.
그 중에 한씨(韓氏) 보향(保香)이라는 이가 있어 옛 임금(광해군)을 잊지 못하여 때때로 슬프게 울었는데,
궁인이 “보향이 옛 임금을 생각하니 변고가 생길까 두렵다.”고 왕후에게 밀고하였다.
왕후가 이르기를,
“이는 의로운 사람이다.” 하고 한씨를 불러 매우 위로하며 이르기를,
“국가가 흥하고 망하는 것은 무상한 것이다.
 우리 임금이 하늘의 힘으로 오늘 보위에 있지만 훗날 다시 광해처럼 왕위를 잃게 될지 어찌 알겠느냐.
 너의 마음가짐이 이러하니 내 아들을 보육할 만하다.” 하고 보모상궁에 명하고 후추 한 말을 내려 주었다.
한편 밀고한 사람을 불러 종아리를 때리며 이르기를,
 “오늘날 너의 행동을 보니 다른 날의 마음을 알 수 있겠다.” 하였다.
이에 한씨는 감격하여 눈물을 흘렸고,
그동안 불안한 마음을 지녔던 옛 궁인들이 모두 안심하고 복종하였다.
 — 《공사견문록》
- 인조의 후궁인 숙의 장씨를 후하게 대하였다. 반면 이성길의 딸로 후궁으로 뽑힌 궁인 이씨는 인열왕후의 미움을 받아 쫓겨났다.[9]

- 인열왕후의 언니와 친척 부인들이 자주 궁궐을 출입하자 사관이 이를 비판하였다.[10] 실록에서 언급된 여이징의 아내는 인열왕후의 둘째 언니이고, 정백창의 아내는 셋째 언니인데, 모두 병자호란 때 강화도에서 자결하였다.
뿐만 아니라 진원군 이세완과 혼인한 인열왕후의 이복 동생인 현부인 한씨 또한 병자호란 때 자결하였다. 이 밖에도 한준겸의 자손 10여명이 궁궐 내에 있다가 청나라 군대가 침입하자 모두 자결하였다.

 
이 당시에 궁궐이 엄격하지 못해서 왕후의 친척 부인들이 아무때나 출입하였다.
여이징(呂爾徵)의 처는 궁궐에 들어와 중전을 뵙고 열흘씩 묵었으나 여이징이 막지 않았다.
정백창(鄭百昌)은 위인이 비록 교만방자하였으나 그래도 사대부의 정신이 있어,
그 처가 필요없이 궁궐에 들어오는 것을 막았다.
이 때문에 사람들이 정백창을 칭찬하고 여이징을 비난하였다.
 — 《인조실록》 26권,
인조 10년(1632년 명 숭정(崇禎) 5년) 5월 4일 (신축)
- 인조와의 사이에서 6남 1녀를 낳았는데, 왕비가 된 후에 낳은 3남 1녀는 모두 조졸하였다. 이 밖에도 1631년(인조 9년) 12월, 인열왕후의 출산을 대비하여 산실청을 설치할 것을 지시한 기록이 남아 있지만 이후 출산과 관련한 기록은 남아있지 않다.[11]
- 인열왕후의 상에 조문하러 온 청나라의 용골대와 마부대 등이 가지고 온 국서를 두고 정쟁이 발생하였다. 조선에서 청의 조문단과 사신을 박대하여 이후 병자호란의 구실 중 하나가 되었다.
- 인열왕후가 승하하고 3개월이 지난 1636년(인조 14년) 3월, 소현세자의 장남인 원손 석철(경선군)이 태어났으나 인조는 반교문만 내리고 인열왕후의 국상중이므로 진하와 하례연은 올리지 말라고 하였다.

| “ | 아아, '조문하러 온 사람은 문 앞에 와 있고, 축하하러 온 사람은 마을 어귀에 와 있다'는 말처럼 길사와 흉사가 한꺼번에 닥친 날을 당하였다. 슬픔에 가슴 아파하고 기쁨에 노래하면서 중외에 고하는 글을 지었다. | ” |
|   | — 원손의 탄생을 축하하는 인조의 반교문 中 |   |

- 인조는 인열왕후 승하 후에 재혼하지 않겠다고 하였지만 1638년(인조 16년), 장렬왕후를 계비로 맞이하였다.[13]

| “ | 국가에 있어서 계비(繼妃)는 예로부터 해독은 있으나 유익함은 없었다. 나는 이러한 해독이 있는 일을 하여 자손과 신민들에게 폐를 끼치고 싶지 않다. 그리고 삼년상의 제도도 매우 중대하여, 자애하는 아비로서 생각하여야 할 것이기에 나는 이미 재취하지 않겠다고 뜻을 결정하였다. | ” |
|   | — 《인조실록》 34권, 인조 15년(1637년) 3월 27일 (병인) |   |

## 가족 관계
| 조선의 왕비 | 인열왕후 한씨 仁烈王后 韓氏 | 출생                                            | 사망                                                                    |
| 조선의 왕비 | 인열왕후 한씨 仁烈王后 韓氏 | 1594년 8월 16일 (음력 7월 1일) 조선 강원도 원주 | 1636년 1월 16일 (1635년 음력 12월 9일) (43세) 조선 한성부 창경궁 여휘당 |

|    |                                     | 본관 | 생몰년          | 부모                          | 비고             |
| -- | ----------------------------------- | ---- | --------------- | ----------------------------- | ---------------- |
| 부 | 서평부원군 한준겸 西平府院君 韓浚謙 | 청주 | 1557년 - 1627년 | 한효윤 韓孝胤 신금희 申金姫   | 효령대군의 6대손 |
| 모 | 회산부부인 황씨 檜山府夫人 黃氏     | 창원 | 1561년 - 1594년 | 황성 黃珹 우봉 이씨 牛峰 李氏 | 효령대군의 6대손 |

| 조선 제16대 국왕 | 인조 仁祖 | 출생                                                         | 사망                                                            |
| 조선 제16대 국왕 | 인조 仁祖 | 1595년 12월 7일 (음력 11월 7일) 조선 황해도 해주 정원군 사저 | 1649년 6월 17일 (음력 5월 8일) (53세) 조선 한성부 창덕궁 대조전 |

| 작호 | 작호                                | 이름  | 생몰년          | 배우자                          | 비고        |
| ---- | ----------------------------------- | ----- | --------------- | ------------------------------- | ----------- |
| 장남 | 소현세자 昭顯世子                   | 왕 汪 | 1612년 - 1645년 | 민회빈 강씨 閔懷嬪 姜氏         |             |
| 차남 | 효종대왕 孝宗大王 봉림대군 鳳林大君 | 호 淏 | 1619년 - 1659년 | 인선왕후 장씨 仁宣王后 張氏     | 제17대 국왕 |
| 3남  | 인평대군 麟坪大君                   | 요 㴭 | 1623년 - 1658년 | 복천부부인 오씨 福川府夫人 吳氏 |             |
| 4남  | 용성대군 龍城大君                   | 곤 滾 | 1624년 - 1629년 |                                 |             |
| 장녀 | 공주                                |       | 1626년 - 1626년 |                                 |             |
| 5남  | 대군                                |       | 1629년 - 1629년 |                                 |             |
| 6남  | 대군                                |       | 1635년 - 1635년 |                                 |             |

| 소현세자                                  | 소현세자                                              | 효종대왕          | 효종대왕 | 인평대군                                                | 인평대군                |
| ----------------------------------------- | ----------------------------------------------------- | ----------------- | --- | ------------------------------------------------------- | ----------------------- |
| 경선군 慶善君 경완군 慶完君 경안군 慶安君 | 경숙군주 慶淑郡主 경녕군주 慶寧郡主 경순군주 慶順郡主 | 현종대왕 顯宗大王 | 숙신공주 淑愼公主 숙안공주 淑安公主 숙명공주 淑明公主 숙휘공주 淑徽公主 숙정공주 淑靜公主 숙경공주 淑敬公主 | 복녕군 福寧君 복창군 福昌君 복선군 福善君 복평군 福平君 | 이금온 李金溫 이씨 李氏 |

## 등장 작품
- 《대명》 (KBS, 1981년, 배우 : 서우림)
- 《남한산성》 (MBC, 1986년~1987년, 배우 : 김도연)
- 《화정》 (MBC, 2015년, 배우 : 이승아)

## 같이 보기
- 인조
- 소현세자
- 민회빈 강씨
- 인조반정
- 정묘호란